# Rogicka
Rogicka is een mosdiertjesgeslacht uit de  familie van de Lacernidae en de orde Cheilostomatida.

## Soorten
- Rogicka biserialis (Hincks, 1885)
- Rogicka joannae Vieira, Gordon, Souza & Haddad, 2010
- Rogicka oceanica Gordon, 1984
- Rogicka scopae (Canu & Bassler, 1928)